# Styloxus oblatipilis
Styloxus oblatipilis är en skalbaggsart som beskrevs av Chemsak och Linsley 1964. Styloxus oblatipilis ingår i släktet Styloxus och familjen långhorningar. Inga underarter finns listade i Catalogue of Life.